# Carlo Buongiorno
Carlo Buongiorno (Roma, 12 de març de 1930 -Bagnoregio, 26 de novembre de 2011) va ser un enginyer italià, primer director general de l'Agència Espacial Italiana.
Carlo Buongiorno, va ser estudiant i col·laborador del professor Luigi Broglio, es va graduar en enginyeria electrònica i enginyeria aeroespacial a la Universitat de Roma La Sapienza i el 1954 va ser recercador per la Universitat Politècnica de Nova York, directament amb Antonio Ferri, ocupant-se del vol supersònic i hipersònic.
Va tornar a Itàlia el 1957 i va ensenyar propulsió aeroespacial a la Scuola di Ingegneria Aerospaziale de Roma La Sapienza, en el departament d'Astronàutica i Mecàniques. En associació amb la NASA va participar en els primers experiments de llançaments de coets sonda fets a Sardenya a la zona de tir de Salto di Quirra.
El 1961 forma par del Programa San Marco, un projecte de cooperació entre Itàlia i els EUA que va donar lloc a la posada en marxa del primer satèl·lit italià, el San Marco 1 el desembre de 1964. Va contribuir al disseny i construcció de la base de llançament oceànica del Centro Spaziale Luigi Broglio a Kenya. Entre el 1960 i 1978 va ser el coordinador del projecte.
Ell va contribuir amb grup de científics i tècnics que va establir les bases de l'ESRO, establerta el 1975, fins al 1990 que va ocupar el càrrec de cap de la delegació italiana en el Consell de l'ESA.
Entre el 1988 i 1993 va ser el primer director general de l'ASI recentment format.
Va morir el 2011, als 81 anys, a casa del Castel Cellesi de Bagnoregio.